# Ујам
Ујам је део којим се у роби плаћа услуга. Ујам добија млинар у брашну зато што га је самлео, ујам добија власник лампека у коме је печена ракија. Ујам је термин из робне привреде где нема или недостаје новца па се плаћање врши у роби.